# NGC 1540A
NGC 1540A is een spiraalvormig sterrenstelsel in het sterrenbeeld Eridanus. Het hemelobject werd op 6 november 1834 ontdekt door de Britse astronoom John Herschel. Het sterrenstelsel bevindt zich dicht bij NGC 1540.

## Synoniemen
- PGC 14733
- ESO 420-14A